# Brug 235 (Leprozengracht)

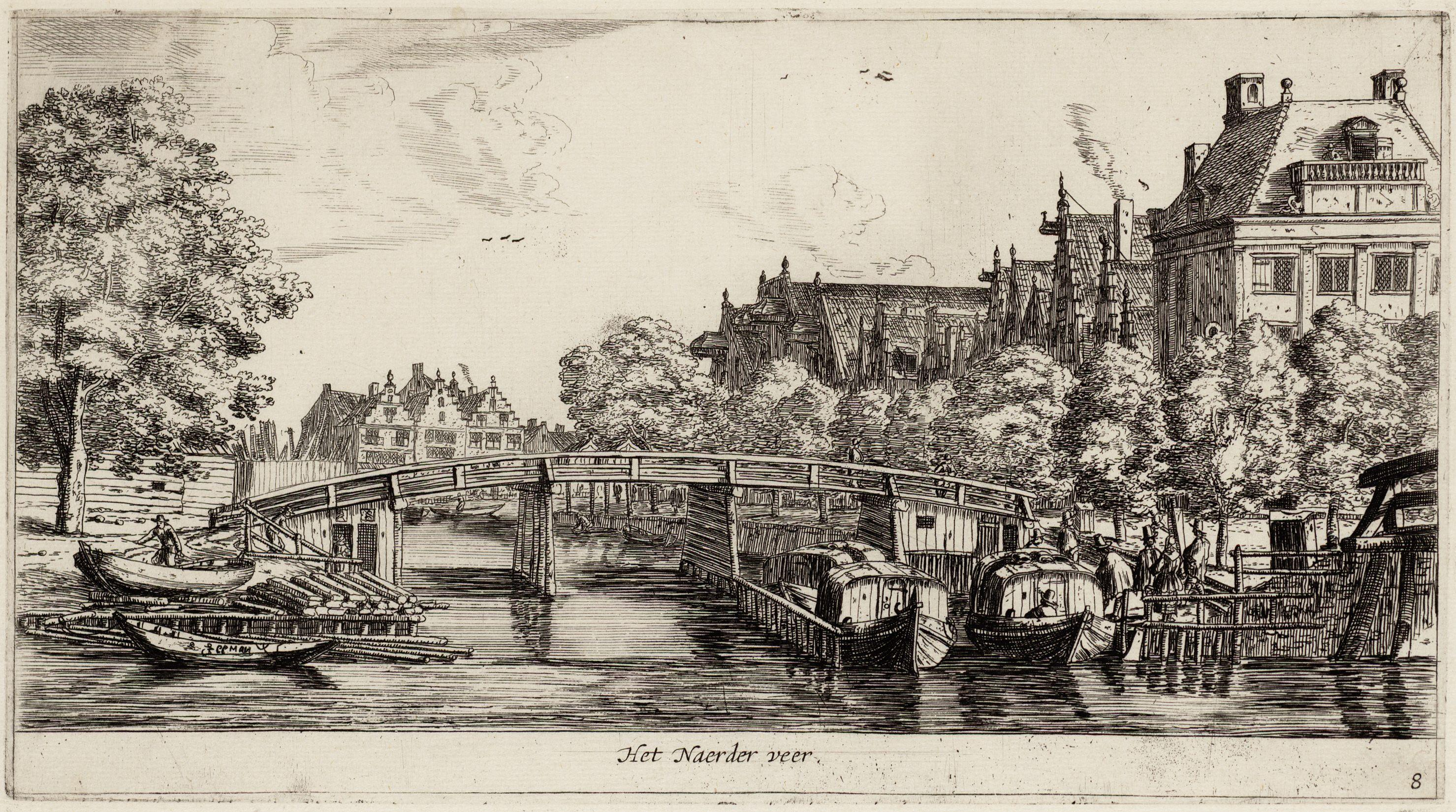
Oude versie van brug 235 door Reinier Nooms (17e eeuw)

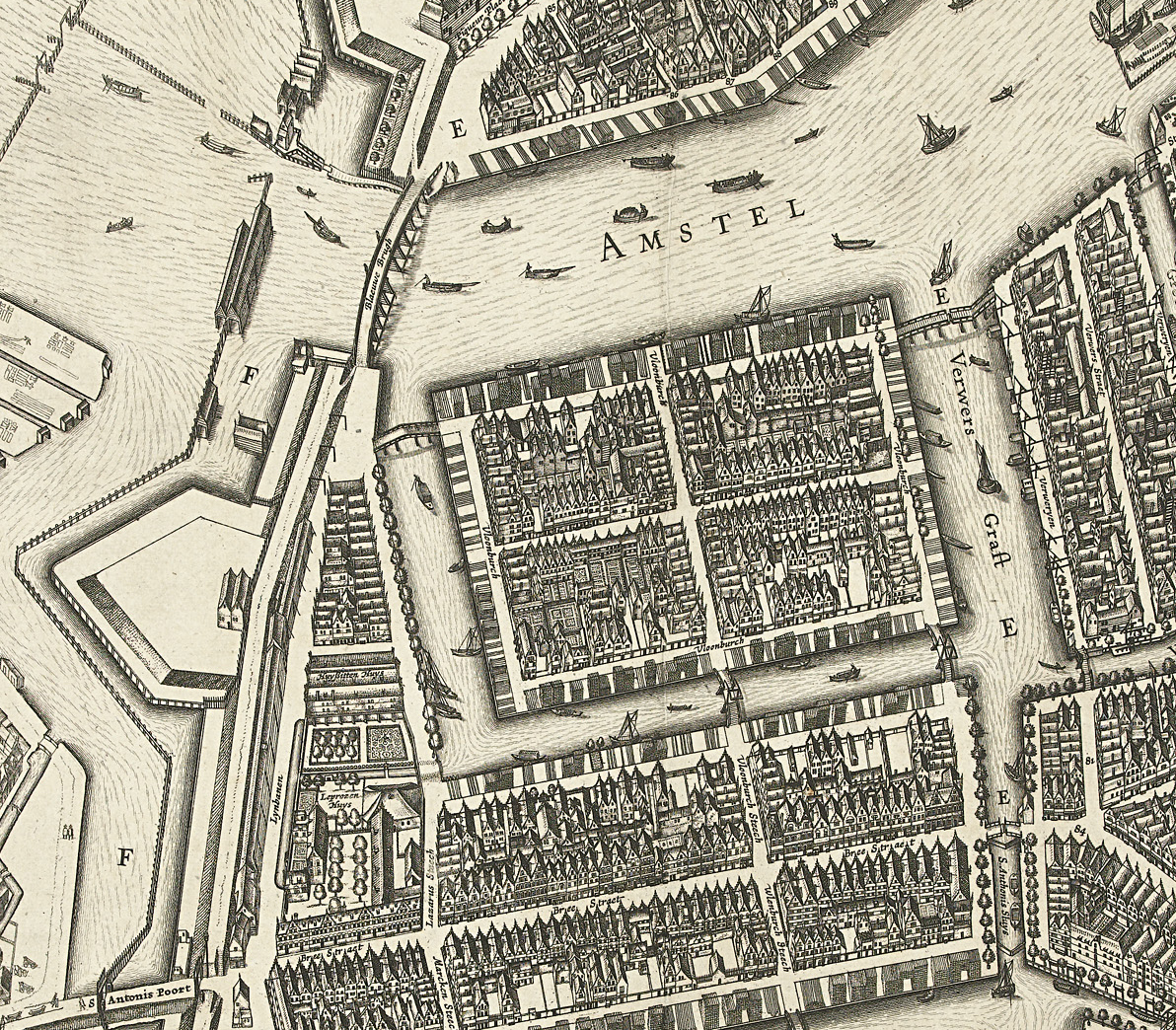
Vlooienburg in 1625 met linksmidden brug 235

Brug 235 was een vaste brug in Amsterdam-Centrum.
De brug was gelegen aan het oostelijk eind van de Zwanenburgerstraat, een straat die het eiland Vlooienburg van west naar oost doorsneed. De straat begon bij brug 229 over de Zwanenburgwal in het verlengde van de Staalstraat en eindigde bij deze brug over de Leprozengracht, waar ze verbinding had met de Jodenamstelstraat (ongeveer Nieuwe Amstelstraat).  
De brug werd aangelegd om verbinding te leggen tussen nieuw land dat was aangelegd buiten de Zwanenburgwal, toen nog Verwersgraft. De straat heette toen nog simpelweg Vloonburch. De brug, dan al vaste brug,  is dan ook te zien op de stadsplattegrond uit 1625 opgesteld door Balthasar Florisz. van Berckenrode. Op de stadsplattegronden van Joan Blaeu (1649) en Daniël Stalpaert (1662) is dat niet anders. Op de kaart van Gerrit de Broen van rond 1782 wordt de naam van de onderliggende gracht vermeld: Leprozengracht. Direct naast de brug aan de Amstel van de aanlegplaats van het Naerder Veer.
Rond 1882 werd de Leprozengracht (en Houtgracht) gedempt en de brug verdween. Brugnummer 235 werd in 1928 hergebruikt voor een brug in Amsterdam-Oost, die sinds 2017 de naam Henk van Laarbrug draagt.